# Conferência Geral
A Conferência Geral é um evento semestral de membros de A Igreja de Jesus Cristo dos Santos dos Últimos Dias, realizado em abril e outubro no Centro de Conferências em Salt Lake City, Utah. Durante a conferência, os membros participam de sessões de duas horas para ouvir os líderes da Igreja. Consiste em cinco sessões gerais. Entre abril de 2018 e abril de 2021, a sessão do sacerdócio foi realizada em abril, enquanto a Sessão Geral das Mulheres (para mulheres a partir dos 11 anos) ocorreu em outubro. A partir de outubro de 2021, a sessão de sábado à noite foi transformada numa sessão geral. A conferência também inclui sessões de treinamento para líderes gerais e de área. Embora transmitida de Salt Lake City, a conferência é um evento internacional, transmitido em mais de 90 idiomas por diversos meios de comunicação e pela internet.

## História e estrutura
Na Igreja, a Conferência Geral é uma série de reuniões semestrais onde as autoridades gerais e outros líderes pregam sermões e orientam os membros. Mudanças na liderança da Igreja também são propostas e sustentadas por meio do princípio do consentimento comum. As conferências ocorrem nos fins de semana dos primeiros domingos de abril e outubro. A conferência de abril é chamada de Conferência Geral Anual, enquanto a de outubro é a Conferência Geral Semestral. A conferência de abril inclui um relatório de auditoria financeira, que não faz parte da conferência de outubro. Ambas as conferências são identificadas pelo número de anos desde a fundação da Igreja em abril de 1830. Assim, as sessões de abril de 2020 foram a 190ª Conferência Geral Anual, e as sessões de outubro de 2020 foram a 190ª Conferência Geral Semestral.
Desde outubro de 1848, todas as conferências têm sido realizadas em Salt Lake City, Utah, com exceção da conferência de abril de 1877, que ocorreu em St. George, Utah. As conferências foram realizadas num pavilhão em Salt Lake City de 1848 a 1852, no antigo Tabernáculo de Salt Lake de 1852 a 1867, no Tabernáculo de Salt Lake de outubro de 1867 a outubro de 1999, e no Centro de Conferências desde então. Historicamente, as sessões eram realizadas ao longo de três dias, com a conferência anual sempre incluindo o dia 6 de abril, aniversário da organização da Igreja. Isso dificultava a participação de quem tinha compromissos de trabalho e escola quando o dia 6 caía em um dia útil. Em abril de 1977, foram feitas mudanças para reduzir a conferência ao primeiro domingo de abril e outubro e o sábado anterior.
Historicamente, a partir de 1994, uma reunião geral das mulheres era realizada no sábado, uma semana antes das sessões gerais da conferência de outubro, enquanto uma reunião geral para jovens mulheres ocorria em data semelhante antes da conferência de abril. Em novembro de 2013, a liderança da Igreja anunciou que, a partir de 2014, essas reuniões seriam substituídas por uma Reunião Geral das Mulheres semestral, destinada a mulheres com oito anos ou mais. Em outubro de 2014, a Primeira Presidência anunciou que a "Reunião Geral das Mulheres será designada como a Sessão Geral das Mulheres da conferência geral."
Desde abril de 2018, a conferência consiste em quatro sessões gerais, realizadas às 10h e às 14h (horário de Salt Lake City) tanto no sábado quanto no domingo. Outra sessão geral, direcionada a grupos específicos, ocorre na noite de sábado. Em outubro de 2017, a Primeira Presidência anunciou que, a partir de abril de 2018, a Sessão do Sacerdócio para todos os portadores dos sacerdócios Aarônico ou de Melquisedeque ocorreria durante a conferência de abril, enquanto a Sessão Geral das Mulheres, para todas as mulheres e meninas com 11 anos ou mais, seria realizada durante a conferência de outubro. Essas sessões ocorrem no horário anteriormente destinado à Sessão do Sacerdócio.
Devido à pandemia de COVID-19, as Conferências Gerais de abril de 2020, outubro de 2020 e abril de 2021 foram realizadas a portas fechadas num pequeno auditório na Praça do Templo, com apenas os oradores e membros da Primeira Presidência e do Quórum dos Doze presentes. A música foi reutilizada de apresentações anteriores do Coro do Tabernáculo. A Conferência Geral de outubro de 2021 voltou ao Centro de Conferências, mas com apenas cinco por cento da capacidade. A capacidade nas conferências de 2022 foi limitada devido às obras ao redor da Praça do Templo.
As sessões de uma conferência geral são tradicionalmente conduzidas em inglês. No entanto, por um breve período, a partir de outubro de 2014, os oradores tiveram a opção de proferir seus discursos em sua língua nativa. As sessões são traduzidas e transmitidas em mais de 90 idiomas ao redor do mundo.

## Organização

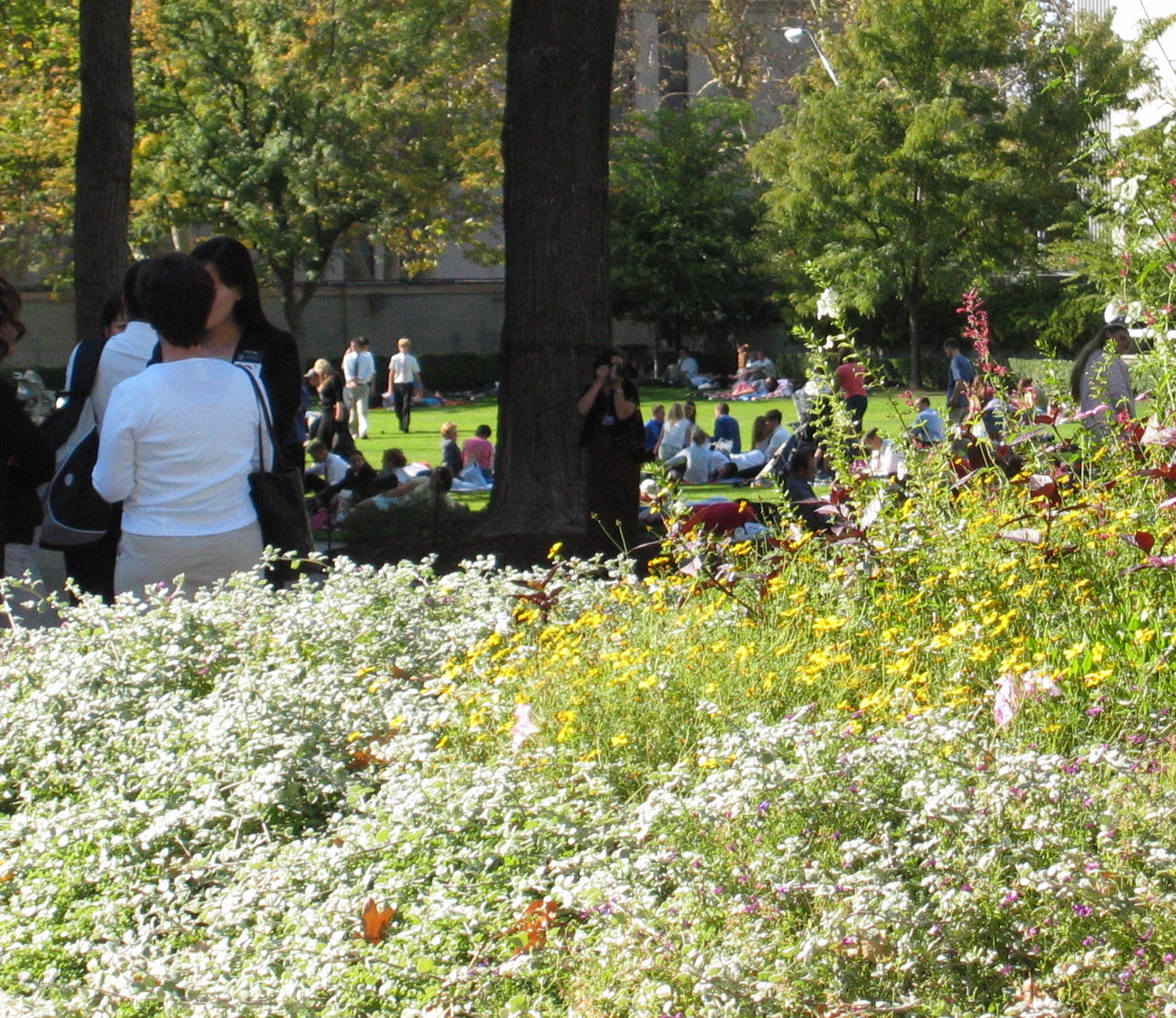
Multidão na Praça do Templo entre as sessões da conferência.

Um membro da Primeira Presidência da Igreja normalmente conduz cada sessão da conferência, com o presidente da Igreja presidindo. Em algumas ocasiões, quando parte ou toda a Primeira Presidência estiver ausente, como por motivos de idade ou doença, designa-se outra pessoa para conduzir a conferência, geralmente o membro mais antigo do Quórum dos Doze Apóstolos que não está na Primeira Presidência, embora outro apóstolo também possa ser designado. O oficial que conduz a sessão apresenta os diversos oradores, que ao longo das sessões geralmente incluem todos os membros da Primeira Presidência e do Quórum dos Doze Apóstolos, além de uma seleção de outros líderes da Igreja. Praticamente todas as autoridades gerais da Igreja estão presentes, mas fora da Primeira Presidência e dos Doze, apenas alguns são chamados a discursar. Oradores que não são autoridades gerais podem incluir homens e mulheres que são oficiais das organizações auxiliares da Igreja. A maioria dos setentas de área viaja para Utah para participar de pelo menos uma conferência geral por ano.
Durante uma sessão geral (geralmente na tarde de sábado), todas as autoridades gerais e oficiais gerais da Igreja são apresentadas para o voto formal de sustento pelos membros, e é nesse momento que quaisquer mudanças na liderança geral da Igreja são anunciadas. Normalmente, os membros da Primeira Presidência e do Quórum dos Doze são mencionados pelo nome; aqueles em outras posições são citados pelo nome apenas se forem dispensados de uma posição anterior ou chamados para uma nova. A pessoa que conduz a sessão pede a todos os que estão a favor de sustentar a liderança atual ou a convocação de um novo líder que levantem a mão em um "voto". Em seguida, pede que aqueles que estão contra levantem a mão. Os votos de dissentimento são raros, e a declaração habitual ao final da votação é que o voto foi unânime.
Na primeira Conferência Geral após a morte de um presidente da Igreja e a convocação de seu sucessor, a sessão em que ocorre o voto de sustento é chamada de assembleia solene. Durante uma assembleia solene, grupos de Santos dos Últimos Dias são convidados a se levantar em sucessão e sustentar o novo presidente da Igreja. Normalmente, a ordem é a seguinte: Primeira Presidência, Quórum dos Doze, Quóruns dos Setenta, portadores do sacerdócio de Melquisedeque, portadores do sacerdócio Aarônico, membros da Sociedade de Socorro, membros da organização das Jovens Mulheres e, por fim, todos os membros juntos. Em seguida, os nomes de todas as outras autoridades gerais são lidos, e é solicitado um voto de sustento e oposição.
Frequentemente, anúncios significativos são feitos durante uma Conferência Geral, que podem incluir a divulgação de locais para novos templos, ajustes nas organizações ou mudanças em práticas e políticas.

## Música

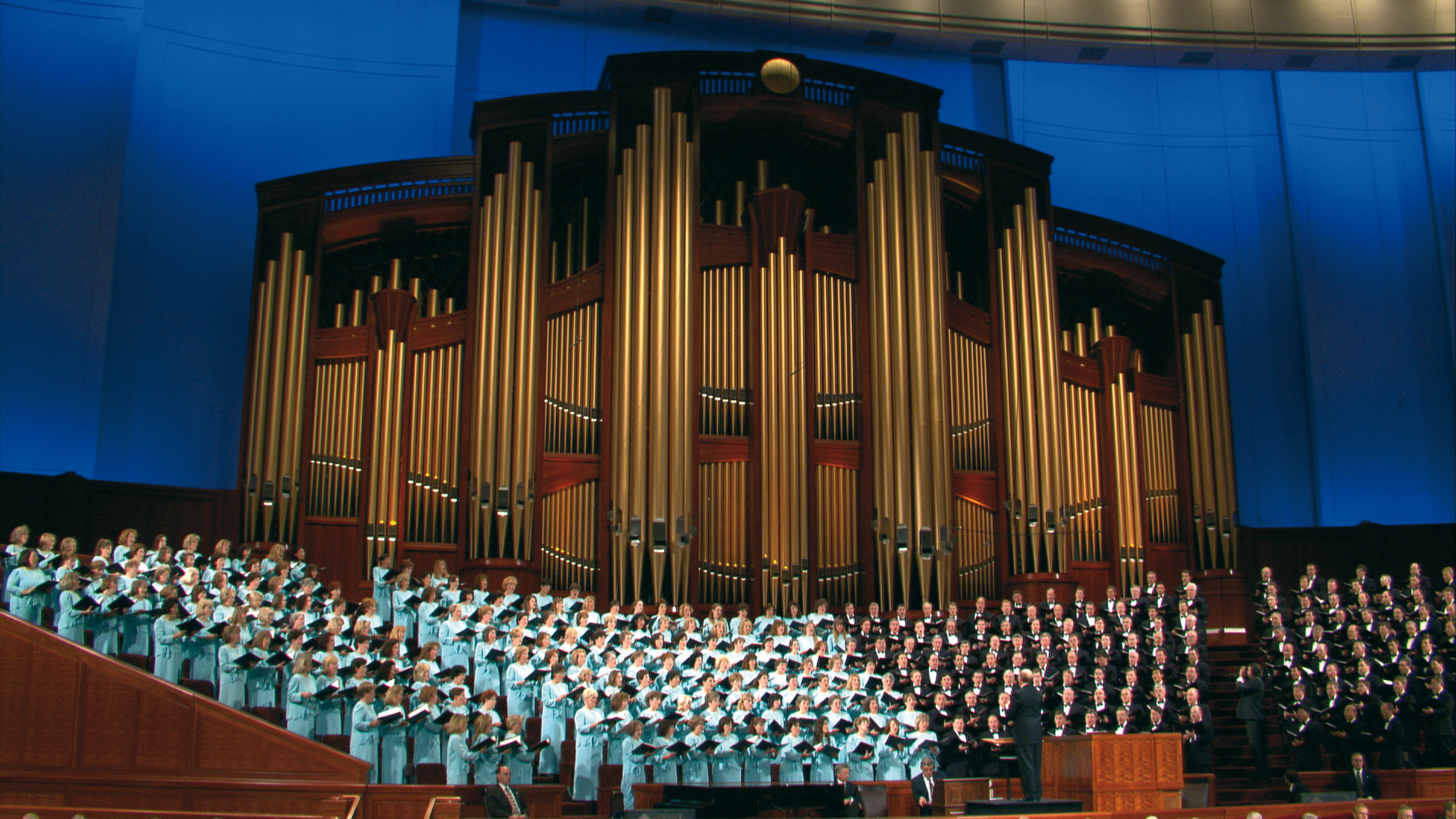
Apresentação do Coro do Tabernáculo

O Coro do Tabernáculo na Praça do Templo, acompanhado por organistas do tabernáculo, fornece geralmente a maioria da música, com exceção da sessão de sábado à tarde, das sessões de sacerdócio e das sessões gerais de mulheres. Na sessão de sábado à tarde e na sessão de sacerdócio, conjuntos convidados incluem corais regionais, corais de institutos, um coral do Centro de Treinamento Missionário (CTM) e os Corais da BYU. Os hinos são geralmente selecionados do repertório normal de hinos da Igreja e seus vários arranjos, com uma peça ocasional do repertório coral sagrado tradicional. Normalmente, a congregação é convidada a se levantar e participar de um hino na metade de cada sessão.
Muito raramente, artistas solo se apresentam nas Conferências. A última artista a fazê-lo, Liriel Domiciano, se apresentou ao lado do Coro do Tabernáculo na Praça do Templo.

## Discursos
Os membros da Igreja consideram e apoiam o presidente da Igreja, os conselheiros na Primeira Presidência e os membros do Quórum dos Doze Apóstolos como "profetas, videntes e reveladores", e são aconselhados a prestar atenção ao que ensinam ao longo do ano. No entanto, os sermões proferidos na conferência geral são especialmente valorizados e considerados como a vontade de Deus para os membros da Igreja atualmente. Os sermões (chamados "discurso") são publicados na Liahona, uma revista oficial da Igreja, no mês seguinte a uma Conferência Geral.

## Transmissão

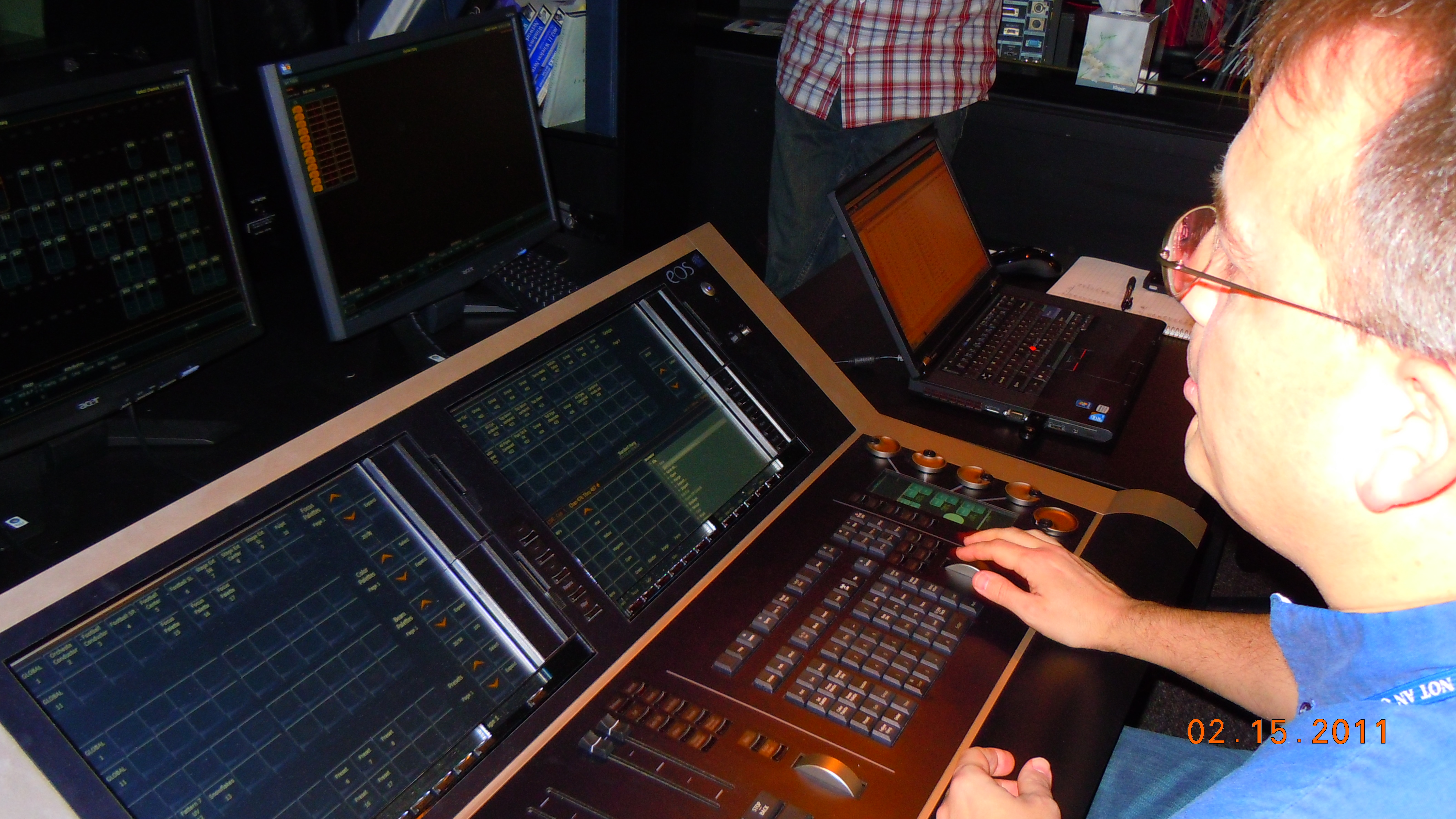
Sala de controle do Centro de Conferências

Os eventos das conferências são transmitidos tanto localmente quanto internacionalmente por meio de várias plataformas para aumentar sua exposição e disponibilidade. As sessões são exibidas em telas em diversos edifícios da Praça do Templo, incluindo o Tabernáculo, o Assembly Hall e o Edifício Memorial Joseph Smith. As sessões da conferência também são transmitidas via satélite para os locais de reunião da Igreja em todo o mundo, seja simultaneamente ou com atraso, para acomodar os diferentes fusos horários e idiomas. As conferências também foram transmitidas por meio de webcasts, e desde 2010, os discursos completos têm sido postados no canal do YouTube da Igreja. As sessões são traduzidas e transmitidas em mais de 100 idiomas diferentes em todo o mundo.
A Conferência Geral foi transmitida pela primeira vez na televisão em outubro de 1949. A interpretação da Conferência Geral em vários idiomas começou em 1961, incluindo holandês, alemão, samoano e espanhol.
A cobertura ao vivo das conferências também é exibida em estações de televisão e rádio locais vinculadas à Igreja. Isso inclui a afiliada NBC de Utah, KSL-TV, e a afiliada da ABC News Radio, KSL (AM)/FM (pertencente à Bonneville International, um braço comercial de transmissão da igreja), KBYU-FM e KBYU-TV (emissoras públicas pertencentes à Universidade Brigham Young), Latter-day Saints Channel (a rede de rádio propriedade da igreja, que também possui cobertura adicional em HD Radio nos mercados da Bonneville), KIXR 1400 K-Star, KUTN Star 96.7, KMGR 99.1 Classy FM, BYU Television (cabo e satélite nacional, e sobre KBYU-DT2) e BYU Radio.
Nas Filipinas, as retransmissões da cobertura da conferência são exibidas na GMA Network e em seu canal irmão, GTV, que sucedeu a GMA News TV em fevereiro de 2021.